# ゲーリックフットボール

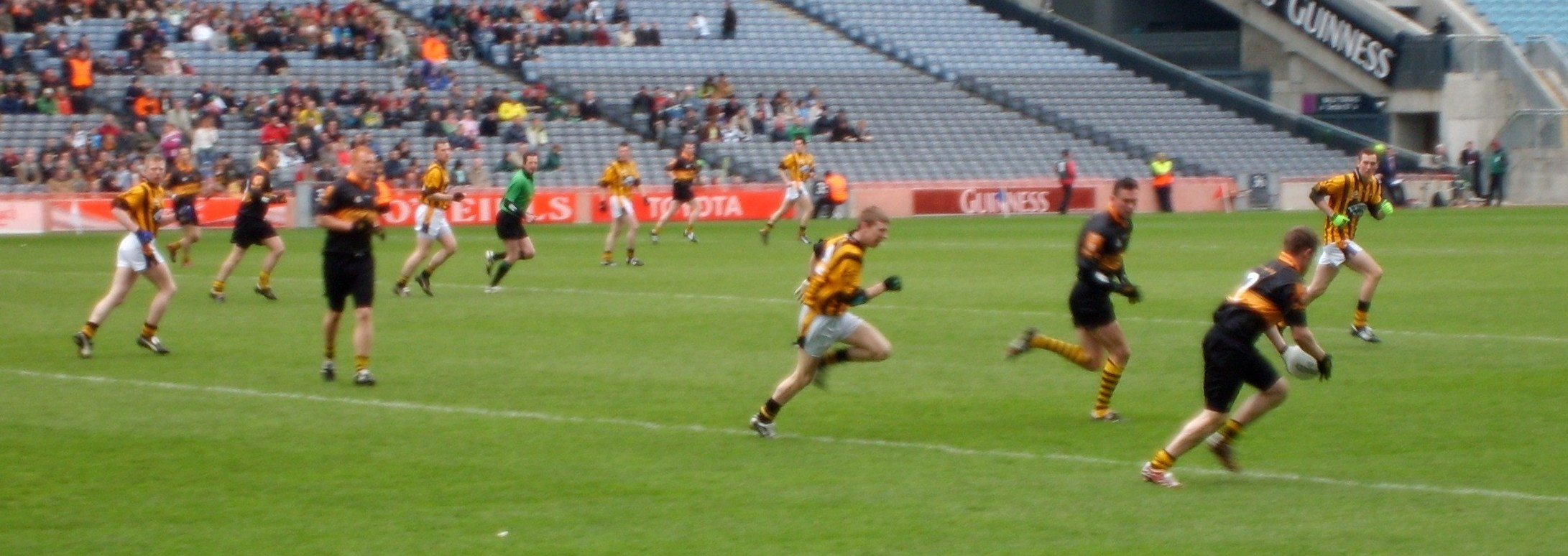
ゲーリックフットボールの試合

ゲーリックフットボール（英語: Gaelic football、アイルランド語: peil ghaelach）は、アイルランド発祥の団体球技である。
アイルランドでは、ハーリングと並んで国民的人気スポーツのひとつで、ゲーリック・ゲームズとして国技にも数えられる。
1884年に設立されたゲーリック体育協会（英語: Gaelic Athletic Association、アイルランド語: Cumann Lúthchleas Gael）によって運営されている。

## 概要

フィールド

起源は16世紀から17世紀頃でフットボール発祥時の形に一番近い競技であると言われている。
1チーム15人のプレイヤーで編成され、相手チームと対戦する。手足を使い、ボールをH型の相手ゴールに入れる団体球技である。
H型ゴールの下の部分はネットが張ってあり、上の部分はラグビーのゴールポストの様になっている。ゴール前のポジションにはゴールキーパーが守っている。
ゲーリック・フットボールのボールは皮製の円形で、サッカーボールより若干小さい。男子用と女子用ではサイズが異なり、女子用は少し小さいサイズのボールを使用している。
4つのプロヴィンスのチャンピオンを決め決勝に残った州代表チームがクローク・パークでオールアイルランド・ファイナルを争う。
アイルランドのトップリーグでは、全員がアマチュア（本業を持っている）であると共に、リーグの所属チームの選手はそのホームタウン地域の自治体に在住・在学・在勤しているものに限られる。

## ルール

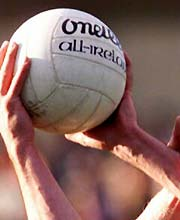
ゲーリックフットボールのボール

- ボールは手に持って移動できる。その際の移動範囲は4歩までと決まっており、ボールをバウンドさせることにより更に4歩進むことが出来る。ただしこれが許されるのは1回までである。
- 上記規定の移動範囲内で、ボールを蹴るかフィスト・パス（ボールを掌か拳で打つパス）によって味方プレイヤーにパスが出来る。
- このパスは自分自身に対しても有効である。これを行うことでプレイヤーはボールを持ったまま9歩まで進むことができる。
- サッカーのオフサイドのような制度はない。
- 相手が持っているボールを手ではじいたり、ショルダータックルは認められるが、ラグビーのように体全体でタックルすることは認められない。ラグビーのようなスクラムも存在しない。
- 得点はH型ゴール（ラグビーのゴールポストにほぼ同じ）の上の空間にボールを蹴り通すか、ゴールポストの下のゴールネット（サッカーのゴールネットにほぼ同じ）の部分にボールを入れることで得点となる。ゴールポストを超えて得点すれば1ポイント、ゴールネットにボールを入れるとゴールとなり3ポイントが得られるが、サッカーのようにゴールキーパーがゴールマウスを守っている。